# Xã Arcadia, Quận Manistee, Michigan
Xã Arcadia (tiếng Anh: Arcadia Township) là một xã thuộc quận Manistee, tiểu bang Michigan, Hoa Kỳ. Năm 2010, dân số của xã này là 639 người.